# Колоччини, Фабрисио
Фабри́сио Колоччи́ни (исп. Fabricio Coloccini; испанское произношение: [fa'βrisjo kolo't∫ini], 22 января 1982, Кордова) — аргентинский футболист итальянского происхождения.
Играл за аргентинские «Архентинос Хуниорс», «Бока Хуниорс», «Сан-Лоренсо де Альмагро», «Альдосиви», итальянский «Милан», испанские «Депортиво Алавес», «Атлетико Мадрид», «Вильярреал» и «Депортиво Ла-Корунья», а также английский «Ньюкасл Юнайтед». Игрок сборной Аргентины.
Трёхкратный чемпион Аргентины, чемпион Футбольной лиги Англии, обладатель Трофея Терезы Эрреры. Чемпион мира среди молодёжных команд, олимпийский чемпион, финалист Кубка Америки и Кубка конфедераций. В 2010 году Колоччини вошёл в команду года Футбольной лиги по версии ПФА. Фабрисио играет на позиции центрального защитника.

## Биография

### Клубная карьера
Фабрисио Колоччини начал заниматься футболом в клубе «Архентинос Хуниорс». Затем в 1998 году перешёл в «Бока Хуниорс». За два сезона, проведённых в аргентинском клубе, он сыграл 2 матча и забил один гол.
В марте 2000 года Фабрисио перешёл в «Милан», но появился на поле всего один раз. В 2000 году был отдан в аренду в аргентинский «Сан-Лоренсо де Альмагро» на полгода. С «Сан-Лоренсо» Колоччини выиграл чемпионат Аргентины (Клаусура), сыграв 19 матчей и забив 3 гола. В 2001 году Коло был отдан в аренду испанскому «Депортиво Алавес» (33 матча и 6 забитых мячей). В сезоне 2002/03 он выступал за «Атлетико Мадрид» (27 матчей), в сезоне 2003/04 — за «Вильярреал» (32 матча и один гол).
В 2004 году Колоччини вернулся в «Милан», но не сыграл за свой клуб ни одного матча и зимой 2005 года был продан в испанский «Депортиво Ла-Корунья». За четыре года, проведённых в галисийском клубе, Фабрисио сыграл 105 матчей и забил четыре гола.
В августе 2008 года Колоччини подписал пятилетний контракт с «Ньюкасл Юнайтед». В июле 2011 года стал капитаном «сорок».

### Карьера в сборной
Фабрисио Колоччини играл на молодёжном чемпионате мира 2001 и Олимпийских играх 2004, выиграв оба турнира со своей командой. Также он играл на Кубке конфедераций 2005, Кубке Америки 2004, завоевав серебряные медали на этих турнирах, и на чемпионате мира 2006. На нём Колоччини вышел на замену в матче с сборной Нидерландов и в стартовом составе в четвертьфинальном матче с Германией.